# Pomphorhynchidae
Pomphorhynchidae is een familie in de taxonomische indeling van de haakwormen, ongewervelde en parasitaire wormen die meestal 1 tot 2 cm lang worden. Pomphorhynchidae werd in 1939 beschreven door S. Yamaguti.